# Boge (bedrijf)

Logo

Boge is een Duits machinebouwbedrijf, gevestigd in Bielefeld, dat zich volledig richt op de productie van perslucht compressoren en componenten.
Alle componenten worden sinds 1908 in Bielefeld, Duitsland geproduceerd. Er zijn vestigingen in Nederland en België voor verkoop en services.
Boge is een familiebedrijf. Eigenaar is W.D. Meier Scheuven, een achterkleinkind van oprichter Otto Boge. De Nederlandse vestiging wordt geleid door Ronald Engberts.

## Motorfietsen
Tussen 1924 en 1928 bouwde het bedrijf ook motorfietsen die onder eigen merknaam verkocht werden, onder andere 226cc- en 295cc-motorfietsen met eigen zijklep-eencilindermotoren. Voor races werden echter ook Blackburne- en Velocette-blokken gebruikt.